# エミリオ・フェルナンデス
エミリオ・フェルナンデス（スペイン語: Emilio Fernández, 1904年3月26日 - 1986年8月6日）は、メキシコの俳優、映画監督、脚本家、映画プロデューサーである。

## 人物・来歴
人生とキャリア
1904年3月26日、メキシコ・コアウイラ州に生まれる。
1928年、24歳のころ、サイレント映画に初出演、以降映画俳優として活動した。1936年に脚本家としてデビュー、1938年には助監督も務めた。
1942年、映画監督としてデビュー、1946年には、監督作『マリア・カンデラリア』で、第1回カンヌ国際映画祭グランプリを獲得している。
1947年、ジョン・フォード監督の『逃亡者』にプロデューサーとして参加した。
1979年、監督脚本を引退、以降、俳優に専念し、ジョン・ヒューストン監督の『火山のもとで』（1984年）等に出演した。
1986年8月6日、メキシコシティで死去した。満82歳没。
ハリウッド映画への出演
ハリウッド映画界との交流は1947年のジョン・フォード監督の西部劇『逃亡者』の製作を担当したのが最初で、以降1965年のサム・ペキンパー監督作品『ダンディー少佐』のクレジットに名の無い助監督としてトラブル続きのメキシコ・ロケを補けた。
フェルナンデスは自国メキシコで撮影されたハリウッド西部劇を中心に悪役から善人まで数多く演じ、その殆どがメキシコ人役の脇役だった。1964年のジョン・ヒューストン監督作品『イグアナの夜』辺りからハリウッド映画への出演が確認される。また、西部劇の代表的な作品にはセルジュ・ブールギニョン監督の『メキシコで死ね（テレビ放映題名：ゴーストタウンの復讐）』（1965年）、シドニー・J・フューリー監督の『シェラマドレの決斗』（1966年）、バート・ケネディー監督の『戦う幌馬車』（1967年）等がある。
『ダンディー少佐』に参加したことからペキンパー監督の知己を得、『ワイルドバンチ』（1969年）のメキシコ軍閥の将軍役に起用され、貫禄ある存在感で印象を残す。因みに、この役にはドイツ俳優のマリオ・アドルフが想定されていたが、余りにも暴力的な役柄故に断られた。その後、強烈な個性がペキンパー監督の『ガルシアの首』（1974年）の暴力団の組長役で発揮された。他にもペキンパーとは『ビリー・ザ・キッド/21才の生涯』（1973年）でも組んでいる。
当時、マカロニ・ウエスタン熱に沸くスペインのアンダルシアで撮影された『続・荒野の七人』（1966年）ではメキシコ山賊の首領役を演じた。フランスのアンリ・ヴェルヌイユ監督のMGM作品（正式には米国、フランス、イタリア、メキシコ合作）『サン・セバスチャンの攻防』（1968年）にも出演していたとインターネット・ムービー・データベースにあるが、クレジットに名前は無く、真偽は不明である。
晩年はメキシコ映画に継続的に出演する傍ら、ヒューストン監督の『火山のもとで』（1983年）等にも出演した。また、キャノン映画配給のフランスとチュニジアの合作映画『ポランスキーのパイレーツ』（1985年/未/ビデオ）にも端役で顔を見せる。

## おもなフィルモグラフィ
- 『怪傑デアブロ』 Cruz Diable : 監督フェルナンド・デ・フェンテス、1934年 - 出演
- 『情熱のボムバ』 Maria Elena : 監督ラファエル・J・セヴィーラ、1936年 - 出演
- 『マリア・カンデラリア』 Maria Candelaria : 1943年 - 監督・脚本
- 『運命の女』 Las Abandonadas : 1944年 - 監督・原作・台詞
- 『愛』Enamorada : 1946年 - 監督
- 『真珠』La perla : 1947年 - 監督・脚色
- 『雷雲』 Pueblerina : 1948年 - 監督・原作
- 『暗黒街の天使』 Salón México : 1948年 - 監督・脚色
- 『熱情のしぶき』 Rosanna : 1953年 - 監督・脚本
- 『サン・ブラスの動乱 大砂塵の女』 La Cucaracha : 監督イスマエル・ロドリゲス、1959年 - 出演
- 『メキシコで死ね』 The Reward : 監督セルジュ・ブールギニョン、1965年 - 出演
- 『続・荒野の七人』 Return of the Seven : 監督バート・ケネディ、1966年 - 出演（フランシスコ・ロルカ役）
- 『シェラマドレの決斗』 The Appaloosa : 監督シドニー・J・フューリー、1966年 - 出演
- 『戦う幌馬車』 The War Wagon ： 監督バート・ケネディ、1967年 - 出演
- 『華麗なる共犯者』 The Smugglers : 監督ノーマン・ロイド、テレビ映画、1968年 - 出演
- 『ワイルドバンチ』 The Wild Bunch : 監督サム・ペキンパー、1969年 - 出演（マパッチ将軍）
- 『ビリー・ザ・キッド/21才の生涯』 Pat Garrett and Billy the Kid : 監督サム・ペキンパー、1973年 - 出演（パコ役）
- 『ガルシアの首』 ring Me the Head of Alfredo Garcia : 監督サム・ペキンパー、1974年 - 出演（エル・イェフェ役）
- 『ブレイクアウト』 Breakout : 監督トム・グリース、1975年 - 出演
- 『刑事コロンボ』 Columbo : テレビ映画シリーズ
  - 『闘牛士の栄光』 A Matter of Honor : 監督テッド・ポスト、1975年 - 出演
- 『火山のもとで』 Under the Volcano : 監督ジョン・ヒューストン、1984年 - 出演
- 『アマゾンの秘宝』 El Tesoro del Amazonas : 監督ルネ・カルドナ・ジュニア、1984年 - 出演
- 『ポランスキーの パイレーツ』 Pirates : 監督ロマン・ポランスキー、1986年 - 出演

## 関連事項
- コルンバ・ドミンゲス（英語版）